# Ricardo Alves
Ricardo Steinmetz Alves, mais conhecido como Ricardinho (Osório, 15 de dezembro de 1988), é um futebolista paralímpico brasileiro.
Deficiente visual desde os 8 anos de idade, ele é tri-campeão paralímpico no futebol para cegos. Atualmente joga pelo clube Acergs-RS.
Até julho de 2019, ele contabilizava 303 gols na carreira, sendo 113 pela seleção brasileira.

## Biografia
Ricardinho perdeu a visão aos oito anos de idade após ter uma toxoplasmose congênita, que deslocou sua retina. Fez cinco cirurgias para reverter o problema, mas sem sucesso. Aos oito anos de idade, dois anos depois das cirurgias, ficou completamente cego. Este problema o fez pensar por um tempo que era o fim do sonho de ser jogador. O pai de Ricardinho levou toda a família para Porto Alegre, com a intenção de inscrevê-lo no Instituto Santa Luzia, local referência no ensino em braile. Nas escolas do Santa Luzia, Ricardinho experimentou natação e atletismo. Com dez anos de idade foi constatado que Ricardinho era um jogador acima da média. Com doze anos de idade, já disputava contra meninos na faixa de 15 a 17 anos. Aos 15 anos, recebeu sua primeira convocação para a seleção brasileira, sendo eleito no ano seguinte a revelação e melhor jogador do Mundial. Para fazer os movimentos do jogo, Ricardinho usa a memória visual da infância.

## Títulos
Acergs
2005
- Campeão Sul Brasileiro – Porto Alegre - Rio Grande do Sul
- Campeão Brasileiro – Cuiabá - Mato Grosso

2010
- Vice-Campeão Brasileiro – Rio de Janeiro - RJ

2011
- Campeonato Brasileiro- João pessoa – Paraíba

2012
- Campeonato Brasileiro - São Paulo

Eleito melhor jogador da competição
Seleção Brasileira
2006
- Campeão da Copa América – São Paulo - Brasil
- Vice-Campeão Mundial - Buenos Aires - Argentina

2007
- Campeão dos Jogos Mundiais IBSA – São Caetano do Sul - Brasil
- Campeão Parapan-americano – Rio de Janeiro - Brasil

2008
- Campeão Paralímpico – Pequim - China -

2008
- Campeão da Copa América – Buenos Aires - Argentina

2010
- Campeão do I desafio internacional de futebol de 5 – Rio de Janeiro – RJ
- Campeão Mundial – Heresford - Inglaterra

2011
- Campeão do II desafio internacional de futebol de 5 – Rio de Janeiro – RJ
- Campeão Parapan-americano - Guadalajara - México

2012
- Campeão Paralímpico - Londres - Inglaterra - 2012[8]
- Campeão do III desafio internacional de futebol de 5 – Rio de Janeiro – RJ
- Campeão Torneio Internacional de Madrid - Espanha

2015
- Campeão Parapan-americano - Toronto - Canadá - 2015[9][10]

2016
- Campeão Paralímpico - Rio de Janeiro - Brasil[11][12][13][14]

### Prêmios individuais
- 2006 - eleito melhor jogador do mundo futebol cinco.[15][16]
- 2006 - jogador revelação da Copa do Mundo.
- 2009 - melhor jogador da Copa América.
- 2011 - melhor jogador II desafio internacional de futebol cinco.
- 2012 - melhor jogador do Campeonato Brasileiro.
- 2014 - eleito melhor jogador do mundo de futebol cinco.[15][16]

### Artilharias
- Campeonato Brasileiro de Clubes 2005 - Artilheiro 12 gols.
- Copa América 2006 - Artilheiro 11 gols.
- Jogos Mundiais IBSA 2007 - Artilheiro 5 gols.
- Parapanamericano 2007 - Artilheiro 9 gols.
- Sul Americano 2009 - Artilheiro 7 gols.
- Campeonato Brasileiro 2010 - Artilheiro 15 gols.
- II desafio internacional de futebol de cinco 2011 – Artilheiro: 5 gols.
- Campeonato Brasileiro 2011 - Artilheiro: 10 gols.
- Campeonato Brasileiro 2012 - Artilheiro: 11 gols.

### Condecorações
- Medalha Cidade de Porto Alegre[9]
- Medalha João Saldanha[17]